# 俺答汗

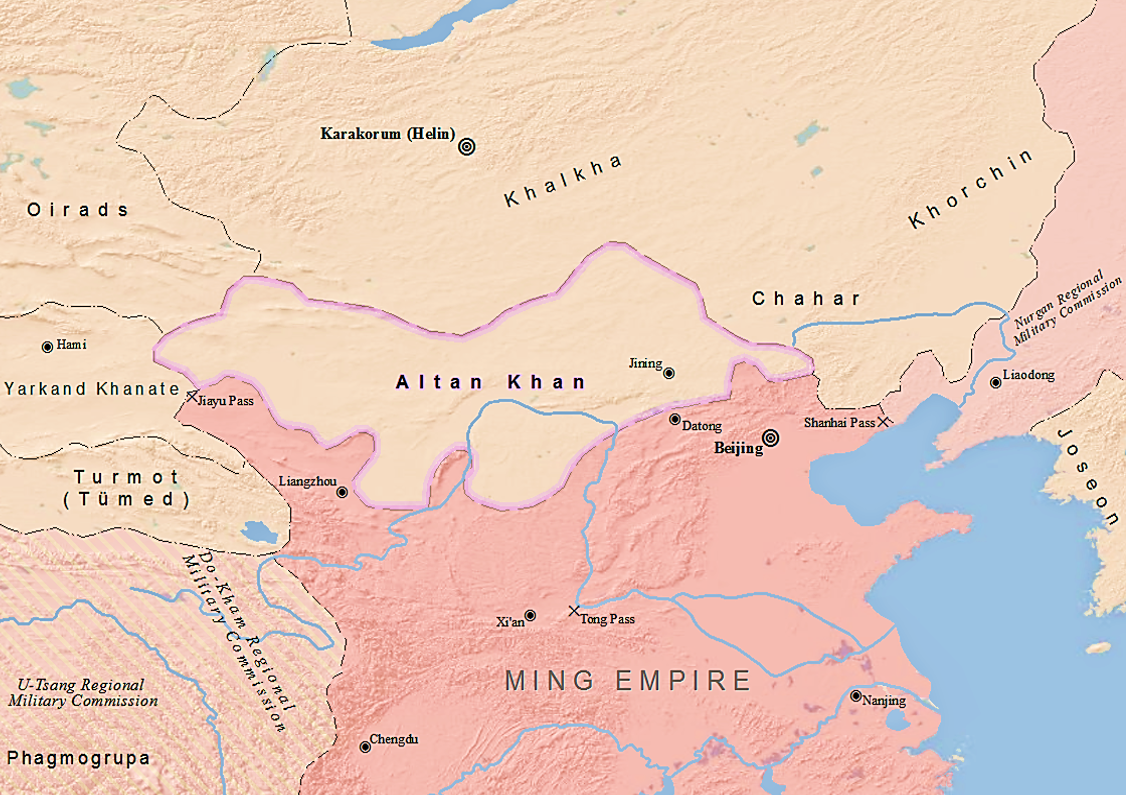
1571年俺答汗控制范围

俺答汗也称阿勒坦汗（1508年1月2日—1582年2月26日，孛儿只斤氏，名阿拉坦（又作“俺答”，意為金子，又写谙达、暗达），是16世纪后期蒙古土默特部首领，佔據了漠南蒙古韃靼右翼，在明朝歷史和當時的蒙古社會具有巨大的影響力。他是成吉思汗黄金家族后裔，达延汗孙，巴尔斯博罗特次子。

## 生平
蒙古文《俺答汗傳》記錄的漢文譯文：「火吉祥母兔年（明正德二年丁卯）十二月三十日牛日聖者阿勒坦汗生於博坦哈屯」、「白蛇年（辛巳）庫胡列兒月（十二月）十九日虎日雞時，在哈敦郭勒河（黃河）畔，君主可汗年七十五歲，結跏蚨坐而升天」。
其部落初期游牧于丰州滩，明朝嘉靖年间崛起后逐渐强盛，逐原草原霸主察哈尔部（其堂兄蒙古宗主博迪可汗所辖）于辽东。1542年，兄长吉囊死后，成为右翼蒙古首领，管治戈壁以南大部份地區。控制范围东起明朝宣化、大同以北，西至河套，北抵戈壁沙漠，南临长城。后他为开辟牧场，把占据漠北高原的瓦剌赶到科布多。1532年和1534年，通过两次西海之战击败亦不剌、卜儿孩，征服青海，甚至一度用兵西藏。据《俺答汗传》记载：“久为外敌的乌济叶特兀鲁思，以其恩克丞相为首之众诺颜，〈慕名〉举族携带尊乌格仑哈敦之宫室来降，山阳万户自行降为阿勒巴图（属民）之情如此这般”。
嘉靖十二年（1533年），大同守军哗变，俺答和吉囊帮助变军，失败后变军流亡蒙古。嘉靖二十九年（1550年），俺答在多次遣使要求开放朝贡贸易未果后，使者石天爵被明朝所杀，兵临明朝的首都北京，以武力要求明朝政府开放邊境貿易，史称庚戌之变。嘉靖三十年（1551年），明朝被迫开放宣府、大同等地与蒙古进行马匹交易。不久，明朝拒绝蒙古方面以牛羊交易的要求，单方关闭马市，双方再次开战。蒙古宗主打来孙可汗惧怕其吞并，东迁并赠与其索多汗称号。1551年，打来孙接受俺答领导，以换取了格堅汗的尊号。
隆慶四年（1570年），俺答的孫兒把漢那吉归顺明朝，俺答與明朝开始和谈，以流亡到蒙古的汉人赵全交换把漢那吉。次年达成协议，明朝封俺答为顺义王，开放大同、张家口、宁夏、甘肃等十一处边境贸易口岸，史稱俺答封貢。隆慶六年（1572年），俺答汗與其妻三娘子築庫庫和屯城，萬曆三年（1575年），明朝賜名「歸化城」（今內蒙古自治區首府呼和浩特市）。他的土默特十二部建立了汗国，史称「大明金国」，传五世後被蒙古宗主林丹可汗消灭。他在位期间，发展了蒙古的农牧业、手工业，吸收汉族、藏族文化，促进了建筑、工艺、医药、历法、军事技术的发展。
1573年，他再次进军青海，至安多、喀木地区，与藏传佛教格魯派发生联系。俺答晚年皈依藏传佛教，也是第一位独尊藏传佛教格魯派的汗，他禁制了被視為迷信的萨满教活动。1578年，他赴青海与格鲁派（黄教）首领索南嘉措喇嘛会面（之前切盡黃台吉發兵撒里畏兀儿，俘獲了一些喇嘛），并为其修建了仰华寺。在会面中，俺答为索南嘉错上尊号为“圣识一切瓦齐尔达喇达赖喇嘛”，为觀音菩薩的化身，此为达赖喇嘛一词的出处。同时，索南嘉措为俺答上尊号为“转千金法轮咱克喇瓦尔第彻辰汗”，承认他为成吉思汗的化身，为全蒙古的大汗。他制定了一系列保证格鲁派在蒙古传播的法律和戒律，与西藏喇嘛建立了“檀越关系”。1580年，在庫庫和屯建造寺庙，明朝命名为弘慈寺。但是他手下曾經對格魯派有懷疑。《蒙古源流》记载，在俺答病危時，有些人意圖殺害喇嘛，直到俺答与“满珠锡里呼图克图”反覆開導才作罷。1582年1月，俺答去世。1585年，索南嘉措在归化城为他举行火化仪式。

## 家庭
妻妾，有史可查四人
- 「一克哈屯」，意为「大皇后」，乞庆哈之母
- 莫伦哈屯，铁背台吉之母
- 三娘子，卫拉特人，因俺答汗与其父相互嫁女联姻，讹传为其外孙女
- 「不知达名家女」，鄂尔多斯人，明朝总督王崇古对俺答汗孙子把汉那吉的审问得知，俺答将一不知名字的鄂尔多斯女子强娶为妾[6]，「达名」指蒙古人的名字，明朝史料常将其与三娘子混淆

九子
- 长子辛爱黄台吉（乞庆哈）
  - 长子那木大
    - 晁兔台吉
      - 卜失兔

    - 五十万打儿汉台吉
    - 毛明暗台吉

  - 次子五路把都儿台吉
    - 敖卜言台吉

  - 三子青把都儿补儿哈兔台吉
  - 四子哈木把都儿台吉
  - 五子松木儿台吉
    - 四子云丹嘉措（第四世達賴喇嘛）

  - 六子段奈台吉
  - 七子打赖宰生台吉
  - 八子台石台吉
  - 赶兔
- 次子不彦台吉
  - 擺腰把都兒台吉
    - 松木儿台吉
- 三子铁背台吉
  - 把汉那吉
- 四子丙兔台吉
  - 真相台台
- 五子把林台吉
- 六子哥力各台吉
- 七子不他失礼台吉
  - 素囊台吉
- 八子沙赤星台吉
- 九子倚儿将逊台吉
- 恰台吉（义子）

## 评价
当时的明朝人认为俺答是塞北最为强大的势力：“居丰州城，……有众十馀万，精锐者可三万，马四十万，橐驼牛羊百万。岁时居云中，上谷迤北，横行塞外”。
明朝官员楊繼盛认为：「俺答狡詐，出沒叵測」。
同时代的蒙古人中，罗布藏丹津对俺答汗的评价尤其高，甚至高过同时期地位在其上的扎萨克图图们可汗，他在《蒙古黄金史》一书中赞美俺答汗: “他承继中断多年的宝贝宗教，他兴建被毁灭的国家，他正像古代的忽必烈薛禅可汗一样在五色四夷中间美誉流传”。